# León Jurado
León Alejandro Jurado Laurentín (Valencia, Venezuela; 15 de noviembre de 1983) es un político, profesor y abogado venezolano, actual alcalde del municipio San Diego del Estado Carabobo. Es dirigente del partido político Fuerza Vecinal. Reelecto el 27 de julio de 2025.

## Biografía
Estudió la primaria y la secundaria en el colegio Calasanz, Valencia, obteniendo el título de Bachiller en Ciencias en el año 2001. Inmediatamente ingresa a la Universidad Arturo Michelena a cursar la carrera de Derecho, donde obtuvo el título de abogado, mención magna cum laude, en el año 2006. Se especializó en Derecho Constitucional en la misma casa de estudios y una maestría en Ciencias Políticas y Administración Pública en la Universidad de Carabobo. Fue profesor de las cátedras sociología jurídica y Derecho constitucional en la Universidad de Carabobo, así como de principios de Derecho público en la Universidad José Antonio Páez.
Se desempeñó en cargos públicos en el municipio San Diego desde el año 2009, cuando se inició como síndico procurador municipal, hasta el año 2014. Ese mismo año fue encarcelado el alcalde, Enzo Scarano. Jurado Laurentín renunció a la Sindicatura municipal. Sin embargo regresó a la alcaldía como coordinador de Gestión Interna y Administración Tributaria. En agosto de 2015 es designado director general de operaciones del Municipio.

### Alcalde de San Diego
El 30 de octubre de 2017, el hijo de la alcaldesa Rosa Brandonisio, Vicente Scarano fue proclamado como candidato a alcalde por el partido opositora del municipio, Cuentas Claras, pero tras duras críticas de nepotismo se retiró de la contienda tan sólo un día después y fue reemplazado por León Jurado.
El 1 de noviembre de 2017 inscribe su candidatura a la alcaldía del Municipio San Diego, apoyado por la entonces alcaldesa Rosa Brandonisio quien fue inhabilitada políticamente durante 15 años, bajo la bandera del partido Consenso en la Zona —fachada legal de Cuentas Claras—. El plan de Gobierno de Jurado estuvo dirigido a la profundización de las políticas públicas implementadas en el ayuntamiento sandiegano de la mano de Rosa Brandonisio y Vincencio Scarano, ambos alcaldes en años anteriores del municipio, «sobre todo la educación a los niños y en el deporte, para garantizar una sociedad con capacidad plena de salud, derecho y  garantías para todos por igual». En las elecciones municipales del 10 de diciembre de 2017, logró ser electo al obtener 13 668 votos y el 49 %, frente a la candidata del PSUV, Dheliz Álvarez quien logró el 32 %, secundada por exalcalde José Gregorio Ruiz, quien alcanzó el 14 % de votos. El 16 de noviembre fue juramentado ante el concejo municipal.
El 15 de enero de 2018 designó a los 15 miembros de su gabinete ejecutivo, incluyendo a la diputada María Concepción Mulino como directora general de operaciones de la Alcaldía.
En las elecciones regionales de 2021, Jurado fue reelecto en la alcaldía con el apoyo de la Mesa de la Unidad Democrática, siendo junto a José Alí Soto alcalde de Montalbán, los únicos burgomaestres de tendencia opositora en el Estado Carabobo. En 2022 abandona su partido Cuentas Claras para integrarse en Fuerza Vecinal.